# Rosa spithamea
Rosa spithamea — вид рослин з родини розових (Rosaceae); ендемік Орегону й Каліфорнії.

## Опис
Напівчагарник, утворює відкриті колонії. Стебла прямовисні, 1–5(10) дм, відкрито гіллясті. Кора темно-червонувато-коричнева, гола. Підприлисткові колючки парні, від прямовисних до злегка зігнутих, найбільші іноді ± сплюснуті, шилоподібні, 2–8(12) × 2–5 мм; міжвузлові колючки відсутні або від розріджених до щільних. Листки 3–10 см. Прилистки 6–15 × 1.5–2.5(3.5) мм. Ніжки й ребра з колючками, як правило, голі, рідко дрібно-волохаті, залозисті. Листочків 5–7(9); ніжки 3–13 мм; пластинки яйцювато-еліптичні, іноді зворотно-яйцювато-еліптичні, 10–30 × 8–20 мм, основа тупа, поля зубчасті, верхівка тупа до ± усіченої, низ від блідо-зеленого до зеленого, голий, іноді мало-волосатий, залозистий, верх зелений, тьмяний, зрідка рідко-волохатий. Суцвіття — 1–10-квітковий щиток. Квітки діаметром 2.5–3.8 см. Чашолистки розлогі, яйцювато-ланцетні, 8–15 × 2.5–3.5 мм, кінчик 0–4 × 1.3 мм, краї цілі. Пелюстки поодинокі, насичено-рожеві, 12–23 × 15 мм. Плоди шипшини яскраво-червоні, стиснуто-субкулясті, 7–15 × 7–15 мм, м'ясисті, голі, рідко-залозисті, шийка 0.5–2 × 2–5 мм; чашолистики стійкі, випростані. Сім'янок 4–17, від кремових до блідо-коричневих, 3.5–5 × 2.5–3.5 мм. 2n = 14.
Період цвітіння: травень — серпень.

## Поширення
Ендемік Орегону й Каліфорнії.
Населяє узлісся і підлісок чапаральних і змішаних лісів, після пожежні відкриті ділянки; на висотах 200–2000 м.